# دودمان جاقلی

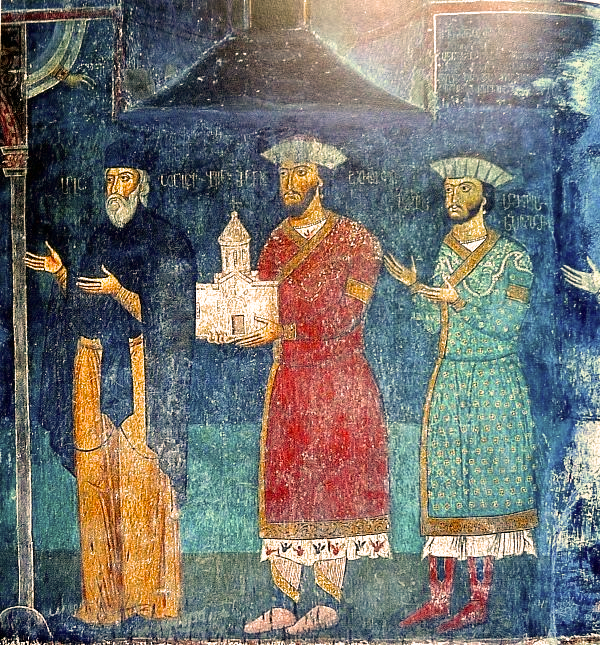
دیوارنگاره‌ای از شاهزادگان جاقلی در صومعه ساپارا از قرن چهاردهم میلادی

دودمان جاقلی (گرجی: ჯაყელი) (انگلیسی: House of Jaqeli) از خاندان‌های حکومت‌گر گرجستان بود که سال‌های به عنوان اتابکان سامتسخه بر منطقه‌ای که امروزه به نام سامتسخه-جاواختی شهرت دارد، حکمرانی می‌کردند. در سال ۱۳۳۴ میلادی، گیورگی پنجم پادشاه گرجستان، منطقه سامتسخه را که به‌طور مستقل تحت حکمرانی دودمان جاقلی بود، به قلمروی خود ملحق کرد و به دایی خود سرکیس دوم جاقلی، فرمانروای سامتسخه، منصب اتابک داد که تا قرن هفدهم به عنوان یک منصب موروثی در این دودمان باقی ماند.